# Le Mythe national
Le Mythe national est un essai de Suzanne Citron publié pour la première fois en 1987 avec pour sous-titre l'histoire de France en question. Il a été réédité plusieurs fois et actualisé  avec le sous-titre l'histoire de France revisitée principalement en 2008, puis dans une moindre mesure en 2017. Cet essai  est considéré comme un ouvrage de référence « qui déconstruit les strates historiographiques et idéologiques sur lesquelles s’est fabriquée la légende scolaire de la IIIe République ».

## Résumé
L'essai est divisé en trois parties:
1. « La légende républicaine » restitue en 5 chapitres le processus de construction de l'histoire, telle qu'elle est enseignée depuis le XIXe siècle.
  1. « La France est une religion ». Jules Michelet a porté une vision romantique de l'histoire de France, dans laquelle « s'allient intimement l'amour religieux de la patrie et le culte de la Révolution ». Sous la IIIe République, à la suite des lois Jules Ferry « L'histoire fabriquée et transmise par l'école devenue obligatoire a d'abord été le catéchisme d'une religion de la France. »
  2. « Théologie : la France, être incréé ». Ernest Lavisse a concrétisé les idées de Michelet sur l'éducation[3] dans les cours qu'il rédige pour l'enseignement primaire[1],[4],[5]. La nation française y est présentée comme ayant préexisté dès l'antiquité sous l'appellation ambiguë de Gaule (« Dans la suite, la Gaule changea de nom. Elle s’appela la France. »; Lavisse, CE, Livre I, Chap. 2. — « Les Francs en Gaule »[1]). Des Mérovingiens aux Capétiens, en passant par les Carolingiens, les rois se succèdent en donnant l'illusion d'une continuité dans la construction de « la France », qui s'est faite grâce aux victoires militaires. La monarchie de droit divin est finalement remplacée par une démocratie républicaine,  censée porter les valeurs de la liberté dans toute l'Europe et ailleurs.
  3. « Morale : servir la France. Les grandes causes ». Selon Lavisse, la France ne conduit que des guerres justes, dans l'intérêt des peuples vaincus auxquels elle apporte le progrès matériel et culturel. L'influence du « Petit Lavisse » sur les manuels d'histoire postérieurs se fait sentir jusqu'aux années 1960. À partir des années 1980, le style change radicalement avec l'abandon des commentaires lyriques et émotionnels, les événements étant relatés de façon plus neutre et distanciée.
  4. « Regard sur deux « tabous » historiographiques : la Révolution et la guerre de 1914-1918 ». Le récit de la Révolution occulte le caractère totalitaire de la Terreur, qui est présentée comme un mal nécessaire pour faire face aux ennemis de la République. Au cours des années 1980, Robespierre devient le symbole de l'esprit révolutionnaire « incorruptible », supplantant ainsi les autres figures héroïques comme celle du jeune Joseph Bara, dont le nom n'est plus mentionné après 1970. Jusqu'aux années 1960, la « Grande Guerre » est montrée du point de vue des glorieux chefs militaires, et il faut attendre les années 1980 pour que le coût en vies humaines soit mis en avant. Mais les causes de ce conflit dû à l'exacerbation des sentiments nationalistes ne sont toujours pas explicitées.
  5. « Par-delà la légende, une même mise en scène du passé dans les années 1980 ». En 1983, René Girault estime que pour être efficace, l'enseignement de l'histoire doit « inculquer le sens critique, développer l'esprit de tolérance, faire comprendre et faire partager les idéaux de la démocratie »[6]. Cependant, malgré le changement de style des manuels scolaires, le récit national conserve la même ligne continue qui va des Gaulois à la France contemporaine, sans évoquer la diversité régionale, culturelle et ethnographique que recouvre l'idée de Nation, en se concentrant plutôt sur la pérennité de l'État. Dans les années 2000, si le territoire français est toujours au centre de la présentation de l'histoire, l'enseignement porte aussi sur la complexité des enjeux régionaux, européens et mondiaux, sans éluder les aspects négatifs qui ternissent l'image du passé. Mais il s'agit de répondre à des attentes de la société contemporaine concernant des points sensibles (islam, féminisme, Shoah, esclavage), sans que la conception finaliste du « roman national » (Pierre Nora)[7] soit remise en cause. En 2016, Clovis et Charlemagne restent des figures emblématiques de cette « histoire de France ».
2. « Recherche de la France ». Cette deuxième partie reprend en quatre chapitres le déroulement des faits historiques évoqués dans la première partie, mais sans les idées reçues du XIXe siècle, en partant de la diversité des peuples gaulois, ensemble arbitrairement défini par les Romains. Les flux migratoires et les luttes de pouvoir qui ont suivi ont produit des royaumes aux frontières imprécises et fluctuantes que se partage la noblesse franque. La continuité dynastique entre Mérovingiens, Carolingiens et Capétiens est une fabulation destinée à justifier le droit divin de la monarchie. Elle a été transmise par Aimoin de Fleury. La Chronique de Frédégaire fait même remonter la généalogie de rois francs jusqu'à Priam. Après le passage des royaumes francs à la Francie, l'évolution de la Francie occidentale donne naissance au royaume de France. Plus tard, la langue d'oïl devient la langue officielle du royaume en prenant le pas sur le latin et sur la langue d'oc. Le concept de « nation française » reste longtemps réservé à une élite éduquée, alors qu'il ne touche les classes populaires qu'à partir de 1789. L'analyse des courants historiographiques se poursuit jusqu'à la vision contemporaine instaurée par Fernand Braudel et l'École des Annales.
3. « Identification des Français ». la troisième partie s'attache à définir l'identité nationale, sujet particulièrement sensible depuis les années 1980. En quatre chapitres, le fil de l'histoire est à nouveau repris en mettant cette fois l'accent sur les régions et les minorités opprimées, pour proposer un enseignement où chaque élève puisse situer l'histoire de ses origines familiales. Pour cela, il faudrait renoncer à articuler le discours autour de la célébration de la République française comme l'achèvement d'un long processus déjà en germe dès la période gallo-romaine. L'aventure humaine devrait être envisagée dans son ensemble, avec des échelles de temps et d'espace adaptées aux différents aspects abordés comme l'organisation sociale, le développement agricole et industriel, l'histoire de la philosophie et des religions. L'idée de nation française devrait également être revue. Dans son essai Sur la France, Robert Lafont considère que chacun appartient à deux nations: la « nation primaire » qui rassemble une communauté linguistique et culturelle particulière, et la « nation secondaire » qui repose sur une idéologie et des intérêts communs résultant du cours des événements[8].

L'ouvrage se termine par un épilogue appelant à ne pas confondre la Nation avec l'État, qui s'est parfois montré indigne, et dont il ne faut pas taire les fautes et les injustices commises au détriment de certaines populations. L'enseignement ne doit pas être élitiste, mais favoriser avec bienveillance le développement intellectuel de tous. En tant qu'objet d'étude historique, la France devrait être montrée dans toute l'étendue de sa diversité. Elle devrait également être située par rapport à l'histoire de l'Europe, enjeu essentiel pour l'avenir.

## Chronologie éditoriale
- Édition originale de 1987[9]
- Réédition de 1989[10]
- Réédition de 1991[11]
- Édition entièrement mise à jour en 2008[12]
- Édition retouchée en 2017[13]

Vingt-huit ans après sa première parution, plus de 5000 exemplaires ont été vendus. Laurence De Cock a offert ce livre à François Fillon lors d'une émission politique sur France 2 le 23 mars 2017, en pleine campagne électorale pour les élections présidentielles. Ce geste promotionnel a provoqué une rupture de stock du livre sur un site de vente en ligne.

## Commentaires de l'auteur
Suzanne Citron a déclaré en 2014 que cet essai était « l’aboutissement de longues réflexions et de nombreuses lectures ». Cette réflexion a commencé alors qu'elle était choquée par la censure de l'information sur les actes de torture commis pendant la guerre d'Algérie. Elle estime que le « roman national » reste inchangé dans l'esprit des journalistes et du public, conditionnés par leurs « souvenirs d'école primaire », et que la plupart des responsables politiques gardent une « conception positiviste de l’histoire qui fétichise l’ancien récit comme socle indestructible de la nation ».

## Analyse critique
En 1988, Jacques George estime que cet essai permet d'apprendre beaucoup de choses sur l'histoire de France et sur la façon dont elle est enseignée, et qu'il est grand temps de réviser cet enseignement pour favoriser la construction de l'Union européenne. Il se demande toutefois s'il est raisonnable de vouloir inculquer à des élèves du primaire des notions d'échelle temporelle variable en fonction du sujet traité, alors que l'enfant a besoin de repères concrets et précis pour construire sa perception du passé. En 1989, Max Milner juge le livre « sereinement polémique et riche en salubres mises au point ».
En 2009, Patrice Bride voit quatre raisons de lire la réédition de l'ouvrage:
1. Réviser son histoire de France
2. Évaluer l'ampleur de la manipulation de cette histoire par le pouvoir politique, depuis le Moyen Âge jusqu'au XXe siècle
3. Constater que ce récit officiel influence encore considérablement les manuels scolaires actuels
4. S'interroger sur les modifications à apporter pour que l'enseignement de l'histoire soit adapté à la société contemporaine.

En 2017, B. Girard considère que Suzanne Citron avait trente ans d'avance lors de la première édition de l'ouvrage, en particulier du point de vue de l'urgence à lutter contre les phénomènes de repli identitaire. Laurent Joffrin partage cet avis en soulignant l'opportunité de la réédition du livre alors que certains ont tendance à vouloir « réhabiliter le roman national ». Il en apprécie la lecture « à la fois instructive et agréable ». Il se demande cependant si les propositions de l'auteure ne sont pas trop radicales. Selon lui, elle propose d'enseigner « une histoire mondiale de l’humanité fondée sur le temps long, dans laquelle la France viendrait s’insérer par intermittence pour des séquences discontinues à la chronologie fragmentée ». Il craint que cette approche suscite l'ennui chez les élèves, dont l'attention serait mieux soutenue par un récit non romancé mais continu. Il considère que ce récit doit laisser une grande place à l'histoire de la nation, y compris celle de ses minorités, sans oublier ses côtés sombres, tout en la situant dans le contexte international.